# Bahariasaurus
Bahariasaurus (Bahariasaurus ingens) é um gênero extinto de grandes dinossauros terópodes, encontrado na Formação Bahariya em El-Waha el-Bahariya ou Bahariya (árabe: الواحة البحرية que significa o "oásis setentrional") oásis no Egito, na Formação Farak do Níger, e em Kem Kem Beds do Norte da África. O gênero data do final do período Cretáceo, (Cenomaniano), há cerca de 95 milhões de anos. Era do mesmo tamanho que o Tyrannosaurus e o gênero Carcharodontosaurus, que lhe foi contemporâneo. Vivia à beira de lagos e do mar tendo sido um dos principais competidores do Espinossauro e do Carcharodontossauro. Alcançava até 12 metros de comprimento, até 4,5 metros de altura e 4000 kg de peso.
Era equipado para caçar herbívoros porém teria de disputar com outros grandes predadores.Podia, devido a sua agilidade, roubar presas de outros dinossauros e até roubar os peixes do Espinossauro, podendo predar até os grandes saurópodes.

## Classificação

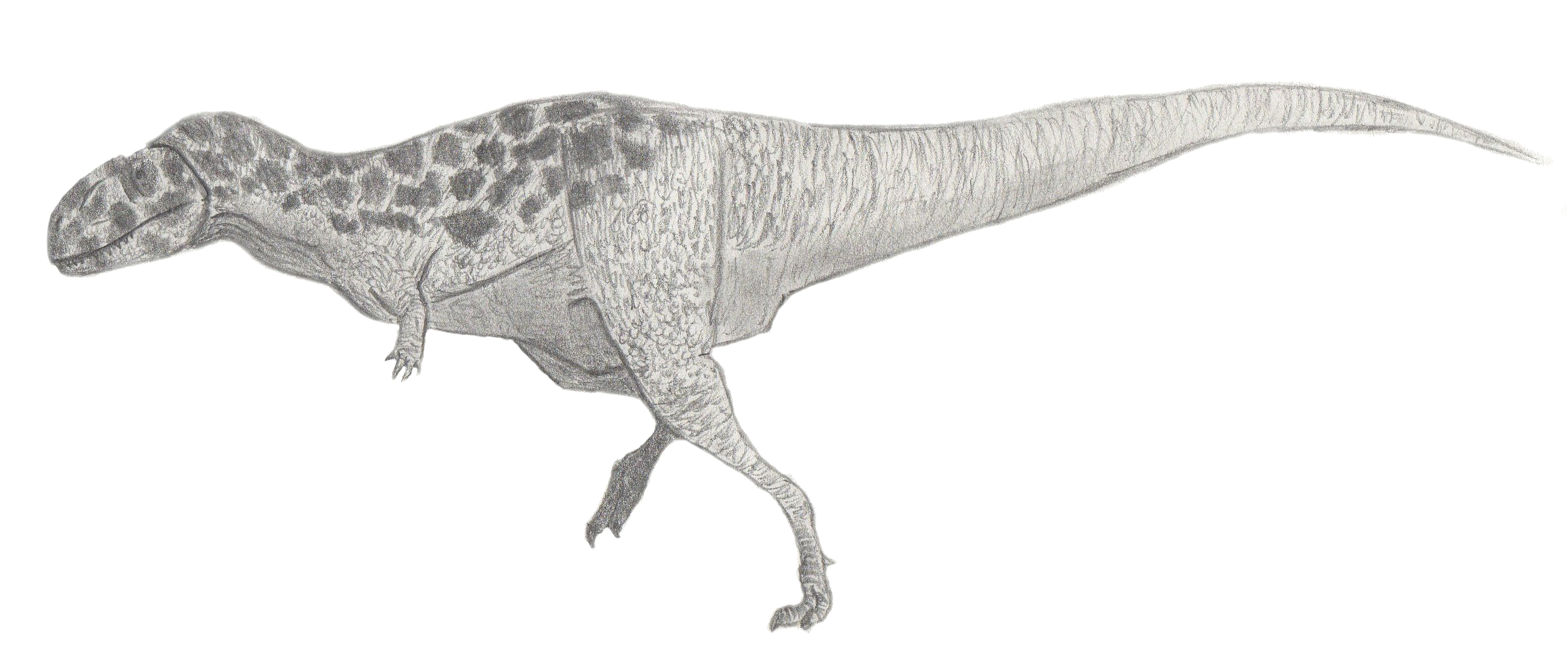
Bahariasaurus sendo retratado, hipoteticamente, como um abelissaurídeo.

Inicialmente classificado como um terópode por Stromer, Sereno et al. (1996) o distanciou de Deltadromeus — um táxon que já foi considerado um celurossauro por Sereno et al. (1996) — com base em características do púbis e ísquio. No entanto, Carrano & Sampson (2008) disseram que o osso interpretado por Sereno et al. (1996) como parte do púbis, na verdade pode ser uma parte do ísquio, invalidando as diferenças. E tanto Bahariasaurus quanto Deltadromeus compartilham sinapomorfias ceratossaurianas e abelissauróideas basais. Assim sendo, mesmo que não sejam sinônimos, eles podem estar relacionados a noassaurídeos ou fazer parte de um clado de ceratossauros basais, cujo nome Bahariasauridae é uma opção.
Um artigo de 2016 de Motta et al. classifica o Bahariasaurus junto com Deltadromeus, Aoniraptor e Gualicho dentro de Tyrannosauroidea, formando um clado de megaraptoranos não megaraptorídeos.

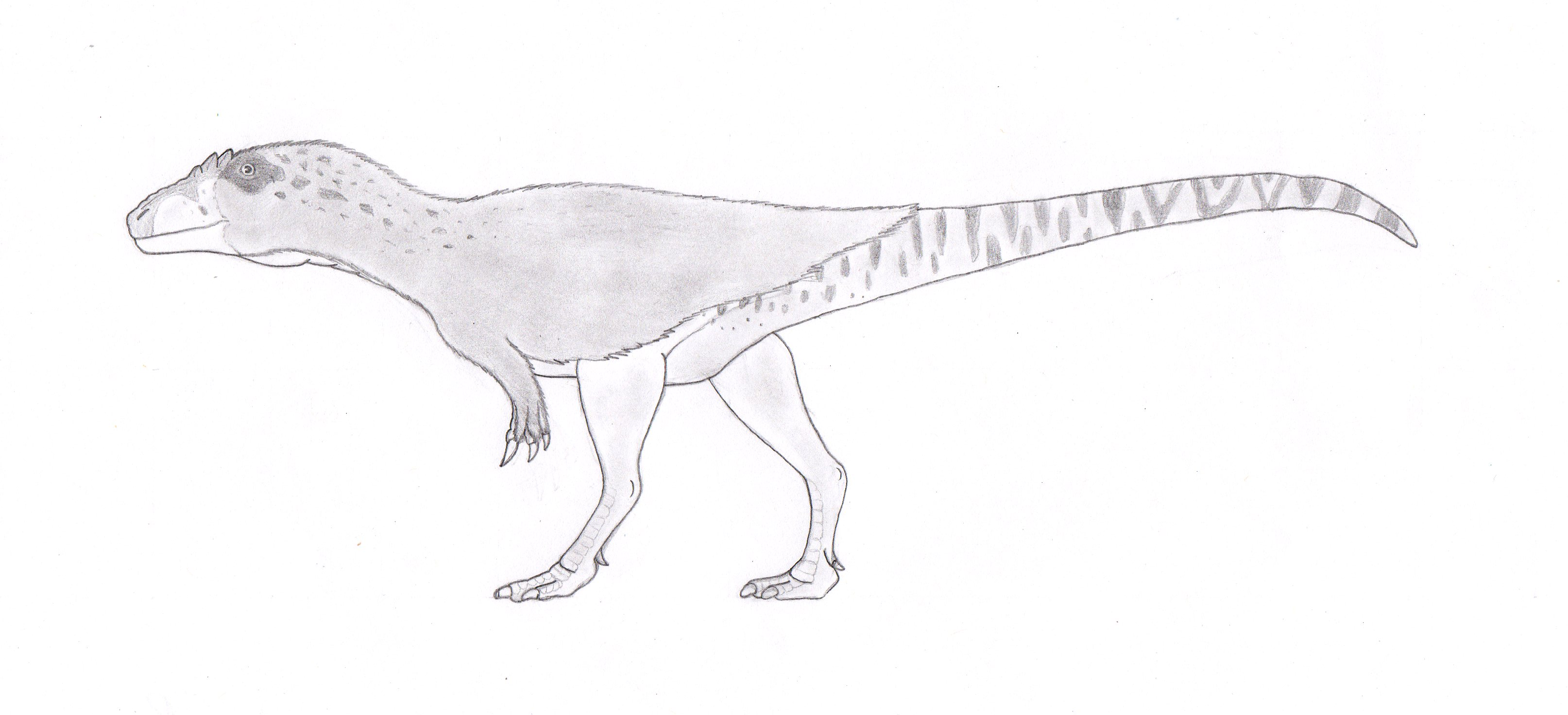
Bahariasaurus hipoteticamente retratado como um megaraptorano.